# Yudai Nitta
Yudai Nitta (新田祐大, Nitta Yūdai, Aizuwakamatsu, 25 de janeiro de 1986) é um ciclista olímpico japonês. Nitta representou seu país durante os Jogos Olímpicos de Verão de 2012, em Londres. Ele também é ativo no Japão como um ciclista keirin.